# Épisodes de Middle School Moguls
Cet article présente la liste des épisodes de la première saison de Middle School Moguls, diffusée du 2 septembre 2019 au 29 septembre 2019 sur Nickelodeon.

## Épisodes

### Épisode 1: Titre français inconnu (The Making of a Mogul)
- États-Unis : 0,40 million[1]

- Nicole Sullivan

### Épisode 2: Titre français inconnu (Mo'gul Money, Mo Problems)
- États-Unis : 0,51 million[2]

- Nicole Sullivan
- Tim Gunn
- Cathy Shim

### Épisode 3: Titre français inconnu (Mogulize, and a Side of Fries)
- États-Unis : 0,73 million[3]

### Épisode 4: Titre français inconnu (Mogul on a Mission)
- États-Unis : 0,58 million[4]

- Tim Gunn
- Cathy Shim